# Cayo Menio
Cayo o Gayo Menio  fue un político y militar romano del siglo IV a. C. que consiguió subyugar completamente la comarca del Lacio, por lo que obtuvo honores de triunfo y se le erigió una estatua en el Foro Romano.
Menio fue cónsul, en el año 338 a. C., con Lucio Furio Camilo. Los dos cónsules completaron el sometimiento del Lacio; y ambos fueron recompensados con un triunfo y, a continuación, estatuas ecuestres, una rara distinción, se erigieron en su honor en el foro.
Menio derrotó, en el río Astura, a la armada latina, que había avanzado hasta Antium, y los rostra de algunos de los barcos de los Antiates sirvieron para adornar la parte del foro desde donde los oradores se dirigían al pueblo. Como consecuencia de esta victoria, Menio parece haber obtenido el sobrenombre de Antiaco que, sabemos por las monedas, fue llevado por sus descendientes. La estatua de Menio fue colocada sobre una columna, que recibió el nombre de Columna Maenia, y que parece haber estado cerca del final del foro, en el Capitolio.
En 320 a. C. Menio fue nombrado dictador, con el fin de investigar las tramas y conspiraciones que se sospechaba que habían formado muchos de los nobles romanos, junto con los principales hombres de Capua, los cuales se rebelaron en el año siguiente. Menio nombró a Marco Folio Flacinátor como su magister equitum, y los dos magistrados llevaron a cabo la investigación con gran vigor, y sacaron a la luz las intrigas de muchos de los nobles romanos de buena familia. Estos últimos a su vez, replicaron, presentando cargos contra el dictador y el magister equitum, tras lo cual ambos, Menio y Folio, renunciaron a sus magistraturas, exigieron de los cónsules un juicio, y fueron honrosamente absueltos.
En 318 a. C. Menio fue censor con Lucio Papirio Craso. En su censura permitió añadir balcones a los diferentes edificios que rodean el foro, para que los espectadores pudieran obtener más espacio para contemplar los juegos que se expusieron en el foro, y a estos balcones se los llamó maeniana.
En el año 314 a. C. Menio fue nombrado dictador por segunda vez, y de nuevo nombró a Marco Folio Flacinátor como su magister equitum.